# Choi Sang-kuk
Choi Sang-kuk (최상국?, 崔相國?; Chungju, 15 febbraio 1961) è un ex calciatore sudcoreano, di ruolo attaccante.

## Statistiche

### Cronologia presenze e reti in Nazionale
| Cronologia completa delle presenze e delle reti in nazionale ― Corea del Sud | Cronologia completa delle presenze e delle reti in nazionale ― Corea del Sud | Cronologia completa delle presenze e delle reti in nazionale ― Corea del Sud | Cronologia completa delle presenze e delle reti in nazionale ― Corea del Sud | Cronologia completa delle presenze e delle reti in nazionale ― Corea del Sud | Cronologia completa delle presenze e delle reti in nazionale ― Corea del Sud | Cronologia completa delle presenze e delle reti in nazionale ― Corea del Sud | Cronologia completa delle presenze e delle reti in nazionale ― Corea del Sud |
| Data                                                                         | Città                                                                        | In casa                                                                      | Risultato                                                                    | Ospiti                                                                       | Competizione                                                                 | Reti                                                                         | Note                                                                         |
| ---------------------------------------------------------------------------- | ---------------------------------------------------------------------------- | ---------------------------------------------------------------------------- | ---------------------------------------------------------------------------- | ---------------------------------------------------------------------------- | ---------------------------------------------------------------------------- | ---------------------------------------------------------------------------- | ---------------------------------------------------------------------------- |
| 4-10-1984                                                                    | Seul                                                                         | Corea del Sud                                                                | 5 – 0                                                                        | Camerun                                                                      | Amichevole                                                                   | 3                                                                            |                                                                              |
| 13-10-1984                                                                   | Calcutta                                                                     | Pakistan                                                                     | 0 – 6                                                                        | Corea del Sud                                                                | Qual. Coppa d'Asia 1984                                                      | 1                                                                            |                                                                              |
| 19-10-1984                                                                   | Calcutta                                                                     | India                                                                        | 0 – 1                                                                        | Corea del Sud                                                                | Qual. Coppa d'Asia 1984                                                      | -                                                                            | 45’                                                                          |
| 10-6-1987                                                                    | Masan                                                                        | Corea del Sud                                                                | 0 – 0                                                                        | Egitto                                                                       | 1987 President's Cup                                                         | -                                                                            |                                                                              |
| 12-6-1987                                                                    | Pusan                                                                        | Corea del Sud                                                                | 1 – 0                                                                        | Stati Uniti                                                                  | 1987 President's Cup                                                         | 1                                                                            |                                                                              |
| 21-6-1987                                                                    | Seul                                                                         | Corea del Sud                                                                | 1 – 1 dts (5-4 dtr)                                                          | Australia                                                                    | 1987 President's Cup                                                         | -                                                                            |                                                                              |
| 17-12-1987                                                                   | Kuala Lumpur                                                                 | Malaysia                                                                     | 0 – 1                                                                        | Corea del Sud                                                                | Pestabola Merdeka 1987                                                       | 1                                                                            | 75’                                                                          |
| 6-1-1988                                                                     | Doha                                                                         | Corea del Sud                                                                | 1 – 1 dts (4-3 dtr)                                                          | Egitto                                                                       | Afro-Asian Cup 1988                                                          | -                                                                            | 65’                                                                          |
| 19-6-1988                                                                    | Suwon                                                                        | Corea del Sud                                                                | 4 – 0                                                                        | Zambia                                                                       | 1988 President's Cup                                                         | -                                                                            |                                                                              |
| 26-10-1988                                                                   | Tokyo                                                                        | Giappone                                                                     | 0 – 1                                                                        | Corea del Sud                                                                | Korea-Japan Annual Match                                                     | -                                                                            |                                                                              |
| 5-5-1989                                                                     | Seul                                                                         | Corea del Sud                                                                | 1 – 0                                                                        | Giappone                                                                     | Korea-Japan Annual Match                                                     | -                                                                            | 52’                                                                          |
| 25-5-1989                                                                    | Seul                                                                         | Corea del Sud                                                                | 9 – 0                                                                        | Nepal                                                                        | Qual. Mondiali 1990                                                          | 2                                                                            |                                                                              |
| 27-5-1989                                                                    | Seul                                                                         | Corea del Sud                                                                | 3 – 0                                                                        | Malaysia                                                                     | Qual. Mondiali 1990                                                          | -                                                                            | 67’                                                                          |
| 3-6-1989                                                                     | Singapore                                                                    | Nepal                                                                        | 0 – 4                                                                        | Corea del Sud                                                                | Qual. Mondiali 1990                                                          | -                                                                            | 73’                                                                          |
| 10-8-1989                                                                    | Los Angeles                                                                  | Messico                                                                      | 4 – 2                                                                        | Corea del Sud                                                                | 1989 Marlboro Cup                                                            | -                                                                            | 46’                                                                          |
| 13-10-1989                                                                   | Singapore                                                                    | Corea del Sud                                                                | 0 – 0                                                                        | Qatar                                                                        | Qual. Mondiali 1990                                                          | -                                                                            | 62’                                                                          |
| 20-10-1989                                                                   | Singapore                                                                    | Cina                                                                         | 0 – 1                                                                        | Corea del Sud                                                                | Qual. Mondiali 1990                                                          | -                                                                            | 56’                                                                          |
| Totale                                                                       |                                                                              | Presenze                                                                     | 17                                                                           |                                                                              | Reti                                                                         | 8                                                                            |                                                                              |